# Lightner Witmer
Lightner Witmer (1867-1956) es conocido por ser el creador del término “psicología clínica” y el cofundador de la primera clínica psicológica en el año 1896, en la Universidad de Pensilvania.

## Biografía
El Dr. Lightner Witmer nace en 1867, dos años después de finalizar la guerra de Secesión, en Filadelfia, Pensilvania. En el año 1888 obtiene un Bachillerato en Humanidades (Bachellor of Arts). Después de enseñar brevemente en una escuela secundaria, ingresa al programa de postgrado en psicología de la Universidad de Pensilvania, el cual estaba a cargo de James McKeen Cattell. Cuando Cattell es trasladado a la Universidad de Columbia, en Nueva York, Witmer es transferido a Leipzig, Alemania, obteniendo su doctorado con Wilhelm Wundt.
Una vez completado su trabajo en Alemania, Witmer vuelve a la Universidad de Pensilvania y se hace cargo del laboratorio de Catell. Aunque Witmer reanuda su investigación experimental, sus intereses gradualmente comienzan a centrarse en acercar a la psicología científica a lo práctico. En el año 1896 establece la primera clínica psicológica del mundo. Sin embargo, su compromiso con la investigación de laboratorio siguió durante algún tiempo, por lo que en 1902 publicó un manual de laboratorio y en 1904 colaboró con Edward B. Titchener en la formación de un grupo que posteriormente se conocería como Sociedad de Psicólogos Experimentales (Society of Experimental Psychologists). En 1907 inaugura la revista “La psicología clínica”, y en 1908 establece una escuela residencial privada cerca de Wallingford, Pensilvania en la cual se buscaba tener el control del medio ambiente global por un período con el fin de obtener un cambio en la conducta de los niños que permanecían en dicha institución. Posteriormente se estableció una similar, pero más grande, en Devon, Pensilvania.